# 马尔西安
馬爾西安努斯（/ˈmɑːrʃən/；Markianos；约392年—457年1月27日），通稱馬爾西安或馬爾基安，是一位東羅馬帝國皇帝，於450年－457年在位，也是狄奥多西王朝最后一位皇帝。帝國的邊境、政治和財政在他的統治期間穩定，對外強硬對抗匈人帝國君主阿提拉並襲擊了匈人的腹地。馬爾西安曾召開了著名的迦克墩公會議。

## 背景

### 崛起
450年7月28日，皇帝狄奧多西二世在一次騎馬事故中意外身亡，東羅馬帝國面臨60年來的首次皇位繼承危機。狄奧多西二世沒有兒子只有女兒，也沒有指定繼承人。一些後來的資料稱，他在臨終前將皇位傳給了馬爾西安，但這被認為是馬爾西安登基後其支持者製造的宣傳。馬爾西安曾忠誠地在阿蘭人阿斯帕將軍和他的父親阿爾達布將軍麾下服役15年。阿斯帕密謀讓馬爾西安當選，並與其他權力人物談判，使他成為皇帝，儘管他相對默默無聞。在為期一個月的過渡期，雙方就繼承權進行了談判，其中一次談判是與狄奧多西二世的姐姐普爾喀麗亞進行的，她同意嫁給馬爾西安；據認為，普爾喀麗亞同意嫁給馬爾西安的條件是，馬爾西安必須放棄狄奧多西二世的宗教政策，並召開一次教會會議。他們的婚姻有助於馬爾西安統治的合法化，因為普爾喀麗亞是狄奧多西王朝成員。儘管嫁給了馬爾西安，普爾喀麗亞在與馬爾西安結婚的三年中，仍然遵守著她在413年（14歲）許下的終身處女誓言。
歷史學家道格·李認為，阿斯帕和掌握類似軍事權力的弗拉維烏斯·芝諾將軍之間也需要進行協商。450年馬爾西安即位後，芝諾被授予顯赫的貴族頭銜，這意味著雙方達成了一項協議，芝諾將因支持馬爾西安而非自立為皇帝而獲得獎勵；芝諾最終在馬爾西安即位後一年內去世。馬爾西安即位後不久，阿斯帕的兒子阿爾達布（與祖父同名）被提拔為東部軍隊的军事统帅。
馬爾西安於450年8月25日加冕，而普爾喀麗亞同意嫁給他，這可能進一步提升了馬爾西安的合法性。與他的繼任者利奧一世一樣，他在赫布多蒙被軍隊擁立為皇帝。450年馬爾西安當選皇帝導致帝國東部政策發生重大變化。宦官兼侍衛官克律薩菲烏斯曾對狄奧多西二世施加了很大影響，如今他要么被謀殺，要么被處決。普爾喀麗亞皇后和芝諾都反對克律薩菲烏斯的影響，這可能是馬爾西安採取行動的動機。馬爾西安對匈人採取了更強硬的立場，並在教會事務中發揮了更直接的作用。拜占庭學者康斯坦絲·海德認為馬爾西安是一位「思想獨立的皇帝」。歷史學家道格·李指出，馬爾西安“看起來比許多其他5世紀的帝國官員都更強硬”，但他也指出，“弗拉維烏斯·芝諾和普爾喀麗亞都曾是克律薩菲烏斯的對手，因此這些變化可能更多地反映了他們的影響。”

## 皇帝

### 與匈人的衝突

451年的歐洲

馬爾西安登基後幾乎立即廢除了狄奧多西與阿提拉簽訂的條約，並宣布停止對阿提拉的補貼。他表示，如果阿提拉態度友好，他可能會給予禮物，但如果阿提拉試圖攻擊東羅馬帝國，阿提拉將會被擊退。此時，阿提拉正準備以幫助西羅馬帝國皇帝瓦倫提尼安三世對抗西哥德人的名義入侵西羅馬帝國。阿提拉對馬爾西安的提議感到憤怒，要求納貢，但並未改變入侵計畫。451年春，他率領他的遊牧部落從潘諾尼亞進入西羅馬帝國。西羅馬軍隊最高統帥埃提烏斯（军事统帅）組織了一場防禦戰，並號召西哥德人、法蘭克人、勃艮第人、阿蘭人、撒克遜人、凱爾特阿摩利卡人和其他部落，共約六萬人前來支援。阿提拉的軍隊由格皮德人、阿蘭人、斯基里人、赫魯利人、魯吉亞人以及一些法蘭克人、勃艮地人和東哥德人組成。
阿提拉洗劫了梅斯，並試圖圍攻奧爾良，之後在高盧東北部的沙隆戰役中與埃提烏斯的軍隊交鋒。這場戰役涉及約十萬人，儘管西羅馬聯軍最終取得了勝利，雙方都損失慘重。戰後，阿提拉撤退至匈牙利大平原，埃提烏斯解散了他的部落聯盟，將他們遣返回各自的領地。452年春，阿提拉再次攻擊幾乎完全沒有防禦的義大利。他的動機很可能是復仇的慾望，同時也需要透過攻擊來穩定他的匈人帝國，因為這個國家依賴劫掠來獲取戰利品和資源。經過漫長而艱苦的圍攻，阿提拉攻占了阿奎萊亞城，並將其洗劫一空。隨後，他又襲擊了義大利北部，佔領了梅蒂奧拉努（米蘭）和其他重要城市。人們非常擔心阿提拉會進攻羅馬，因為羅馬的城牆比他已經佔領的一些城市的城牆更脆弱。在此期間，埃提烏斯除了切斷阿提拉的交通線和騷擾其後方部隊外，並沒有對阿提拉發動直接攻擊。
儘管阿提拉從攻占阿奎萊亞、梅蒂奧拉努和其他城市中掠奪了大量財物，但由於東羅馬和西羅馬的聯合作戰，阿提拉的處境很快就變得岌岌可危。在義大利，他嚴重缺乏資金，已經兩年沒有收到東羅馬和西羅馬的補助，持續不斷的戰爭消耗了他的軍隊。此外，阿提拉的祖國也受到東羅馬帝國的威脅。儘管阿提拉下令發動了懲罰性的襲擊，馬爾西安還是在452年中期向匈牙利大平原發動了攻勢，渡過多瑙河，擊敗了匈人。東羅馬軍隊攻擊的地區是東哥德人和格皮德人的家園，這兩個群體強烈反對匈人的統治，也是匈人帝國的糧倉。阿提拉本土糧食供應的喪失，加上當時義大利正遭受飢荒，以及隨之而來的瘟疫，給阿提拉帶來了更大的壓力，西羅馬帝國得以賄賂他，迫使他撤回故土。返回匈牙利大平原後，他威脅要於隔年春天入侵東羅馬帝國，並將其徹底征服。馬爾西安和阿斯帕無視了他的威脅。他們根據阿提拉先前違反的條約推斷，即使是成噸的黃金也無法永久嚇倒他。兩人認為，黃金最好用來訓練和組織軍隊，而不是納貢。此外，富饒的小亞細亞和埃及行省足夠安全，足以讓東羅馬帝國奪回任何可能失去的歐洲行省。但這場戰役最終未能實現，因為阿提拉在453年與他的眾多妻子之一結婚後意外去世，死因要么是內出血，要么是酒精中毒。他死後，他的匈人帝國迅速瓦解，首先是東哥德人的叛亂。
匈人帝國瓦解使得東羅馬帝國得以恢復其「以蠻制蠻」的政策，以阻止任何一個蠻族部落變得過於強大。幾乎可以肯定的是，格皮德人國王阿爾達里克與馬爾西安達成了協議。阿爾達里克組成了一個由魯吉亞人、斯基里人、赫魯利人以及他自己的格皮德人組成的聯盟，並率領該聯盟對抗殘餘的匈人。阿爾達里克與東哥德領導人狄奧德米爾、瓦拉米爾和維德米爾在455年的內達奧戰役中，徹底擊敗了阿提拉的長子艾拉克，艾拉克也在戰場上陣亡了。此戰之後，匈人聯盟雖然仍佔據主導地位，但已無法維持昔日的凝聚力。隨著匈人帝國的衰落，馬爾西安接納了東哥德人，後者已在潘諾尼亞第一行省和潘諾尼亞瓦萊裡亞（名義上是兩個西羅馬行省）定居，成為其同盟（附屬民族）。這標誌著羅馬人繼續默許放棄先前由羅馬僱傭兵把守的多瑙河堅固屏障（多瑙河-伊勒河-萊茵河邊界）。在馬爾西安之前的一段時間，僱庸兵已被「同盟」取代，儘管兩者之間的差異正在逐漸消失。馬爾西安的繼任者將收復的歐洲行省中的土地割讓給多個民族，並授予他們同盟者的地位：色雷斯東部的魯吉亞人、下默西亞和斯基提亞的斯基里人、達契亞的格皮德人。這些附屬民族通常可靠且易於管理，對東羅馬帝國有利。各部族通常在沒有東羅馬干預的情況下相互制衡。他們也可以透過饋贈、補貼和條約等方式被誘導為帝國效力，對抗帝國的敵人。阿提拉死後，馬爾西安享受了相對和平的統治，儘管他在敘利亞戰勝了撒拉森人，在埃及戰勝了布雷米斯人。

### 宗教政策

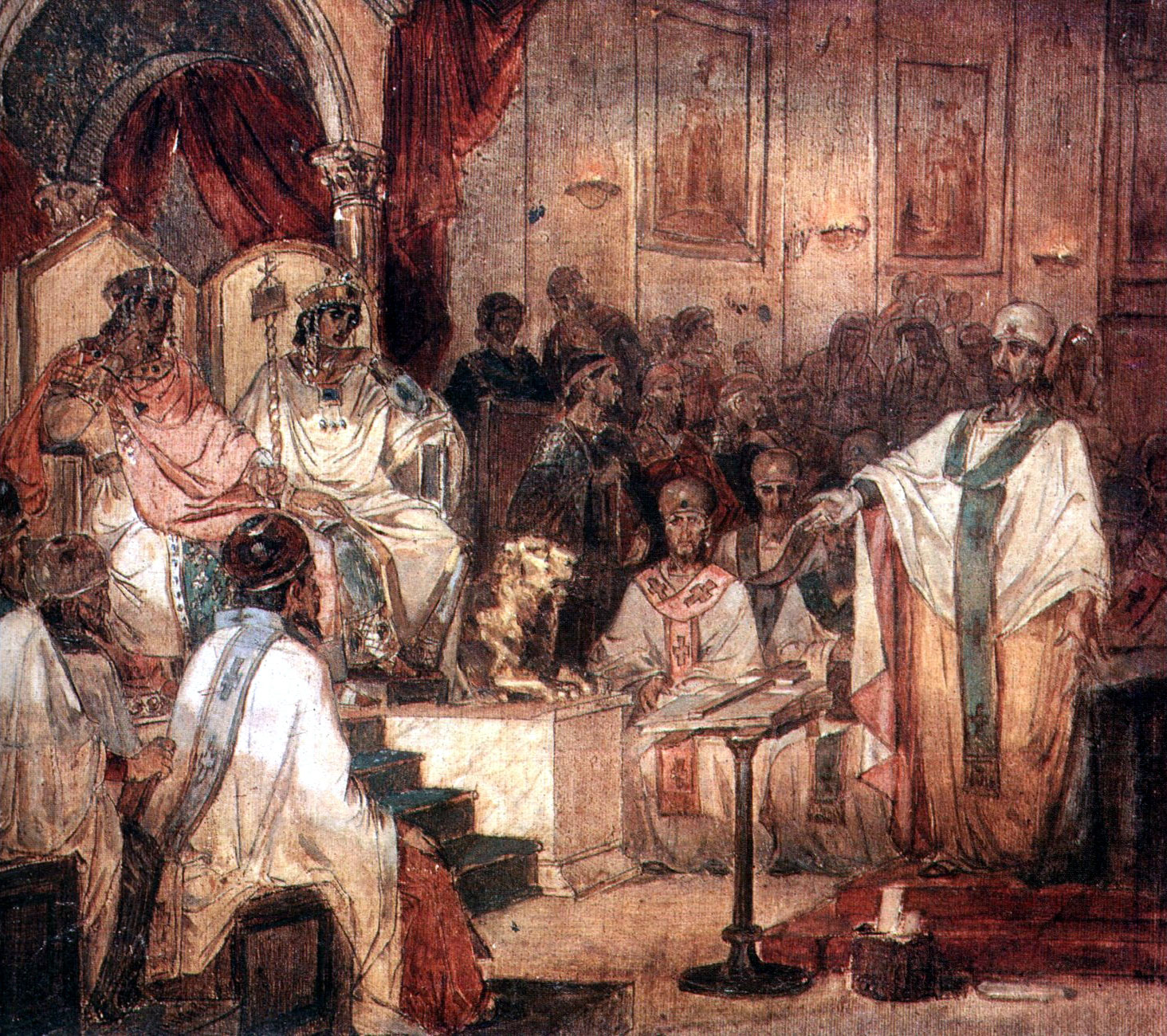
《迦克墩公會議》，在皇座上的是馬爾西安和普爾喀麗亞。（瓦西里·蘇里科夫1876年的畫作）

在5世紀一個核心的宗教問題是繼阿里烏派之爭之後，關於耶穌基督的人性和神性如何關聯的爭論。亞歷山大學派，包括亞他那修等神學家，主張基督與上帝平等，因此專注於基督的神性。安提阿學派，包括摩普綏提亞的狄奧多等神學家，主張基督沒有失去人性，因此專注於祂的人性。
在馬爾西安登基前不久，第二次以弗所公會議於449年舉行。會議指出，耶穌具有一個神聖的統一本性，這一立場被稱為基督一性论；由於在基督論問題上的分歧，教宗和君士坦丁堡牧首拒絕了這一立場，他們認為一性論信仰是異端邪說。
為了推翻第二次以弗所公會議，皇帝馬爾西安於451年召集了帝國教會的新大公會議，該會議通過的教規被認為得到了普遍尊重。普爾喀麗亞皇后可能影響了這個決定，甚至在與军事统帅阿斯帕商議嫁給馬爾西安時，將召開公會議作為必要條件。公會議原定在君士坦丁堡附近舉行，以便政府能密切關注會議進程。最初，會議原定在尼西亞城舉行，該城對早期教會具有重要的宗教意義，因為它是教會第一次公會議——325年第一次尼西亞公會議——的舉辦地。然而，馬爾西安成功請求將會議地點遷至迦克墩。迦克墩距離君士坦丁堡更近，也使他能夠迅速應對多瑙河沿岸的任何外敵的軍事入侵。迦克墩公會議於451年10月召開。約有500名主教出席，其中大多數是東羅馬人，但也有兩位非洲主教和教宗良一世派遣的兩位教宗使節出席。這次會議譴責了第二次以弗所公會議，並一致認為耶穌兼具神性（physis）和人性，兩者合而為一，「不可混淆、改變、分裂或分離」。
會議還同意譴責監督第二次以弗所公會議的亞歷山大牧首狄奧斯庫若，並撤銷了在這次會議期間對埃德薩的伊巴斯和狄奧多勒主教的譴責。會議也重申了君士坦丁堡教區的重要性，將其牢牢置於羅馬教區之後的第二位，並賦予其任命東羅馬帝國主教的權力，儘管教宗良一世表示反對；亞歷山大牧首也反對君士坦丁堡教區的升遷。會議於451年11月結束，之後馬爾西安頒布了多項敕令，確認會議的結果；顯示會議的結果並未普遍接受。其中一項法令下令鎮壓不相信耶穌二性位格結合的優迪奇派信徒，禁止他們擔任國家公職，禁止他們批評迦克墩會議，並下令焚燒他們的文獻以及聶斯脫裡派的文獻。
會議通過的反基督合一性論決議導致敘利亞和埃及東部省份的民眾騷亂大幅增加，而這些省份的大多數居民都是合性派信徒。在耶路撒冷、亞歷山大和安提阿發生的幾起暴力叛亂在經歷了大規模流血衝突後，最終被軍隊鎮壓；此外，會議還派遣軍隊鎮壓巴勒斯坦第一行省的出家人，並在亞歷山大部署軍隊，以確保亞歷山大的聖波德烈的牧首就職，以取代被廢黜的亞歷山大牧首狄奧斯庫若。根據拜占庭學者亞歷山大·瓦西里耶夫的說法，即使在這些叛亂被鎮壓之後，合性派和聶斯脫裡派民眾對國教的不滿依然存在，因為東部省份越來越堅信他們需要脫離東羅馬帝國而獨立。瓦西里耶夫認為，這將導致東部各省對東羅馬政府產生長期的不忠，最終導致這些省份在百多年後的602年—628年東羅馬—波斯戰爭中輕易被薩珊波斯帝國攻佔，以及後來的正統哈里發國。這次會議及其後續法令的另一個後果是，許多不同意會議意見的基督徒，包括許多聶斯托里派，移居到了波斯帝國。 在查士丁尼一世（527年-565年在位）的調解嘗試失敗後，合性派與接受迦克墩教義的教會最終分離，合性派將東正教會從基督教主體中分裂出來。
馬爾西安還資助了普爾喀麗亞的大規模建築項目，直到她在453年7月去世。所有這些項目都專注於宗教建築的工程，包括布拉赫奈聖瑪麗亞教堂和霍德貢修道院。迦克墩會議的使節們將馬西安比喻為使徒保羅和聖經中的大衛王。

### 經濟和法律政策

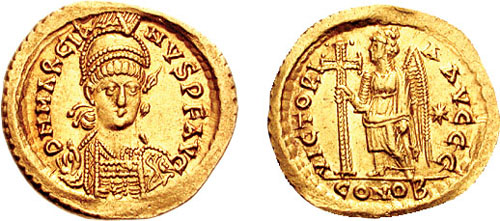
刻有馬爾西安的索利都斯金幣

馬爾西安統治初期，東羅馬國庫幾乎破產，這是狄奧多西二世向阿提拉繳納巨額貢賦的結果。馬爾西安扭轉了這種瀕臨破產的局面，但他並非透過徵收新稅，而是透過削減開支。在他即位後，他宣布免除所有欠國家的債務。馬爾西安試圖透過多種方式提高國家效率。他在其法典中闡述了法律改革，共計20部法律，其中許多旨在減少狄奧多西統治時期存在的腐敗和濫權現象；其中五部法律完整地保存了下來。
馬爾西安規定，只有居住在君士坦丁堡的元老院議員才能擔任民選官（負責公共體育賽事和工程的官員），試圖遏制出售行政職位的行為，並下令執政官應負責維護君士坦丁堡的水道。他廢除了每年向元老院議員財產徵收七磅黃金的「富利斯」（follis）稅。馬爾西安也取消了自羅馬共和國時期起就一直存在的執政官和民選官的財政責任，即資助公共體育賽事和向君士坦丁堡公民提供財富。他還下令，只有「vir illustris」（高級官員）才能擔任這兩個職位。他也部分廢除了君士坦丁一世所頒布的婚姻法。該法規定，具有元老院身份的男子不得與奴隸、自由婦女、女演員或沒有社會地位的女性（humilis）結婚。這項法律的製定旨在維護元老院階層的純潔性。馬爾西安對這項法律進行了調整，宣布法律不應排除品行端正的女性，無論其社會地位或財富如何。馬爾西安精明地削減開支，並避免了大規模戰爭，到他去世時，東羅馬國庫盈餘了10萬磅（45,000公斤）黃金。
451年馬爾西安下令，任何舉行異教儀式的人將被剝奪財產並被判處死刑，並且先前已關閉的異教神廟不得重新開放。為了確保這項法律得到實施，他對任何不執行該法律的法官、總督或官員處以50磅（23公斤）黃金的罰款。

### 政治

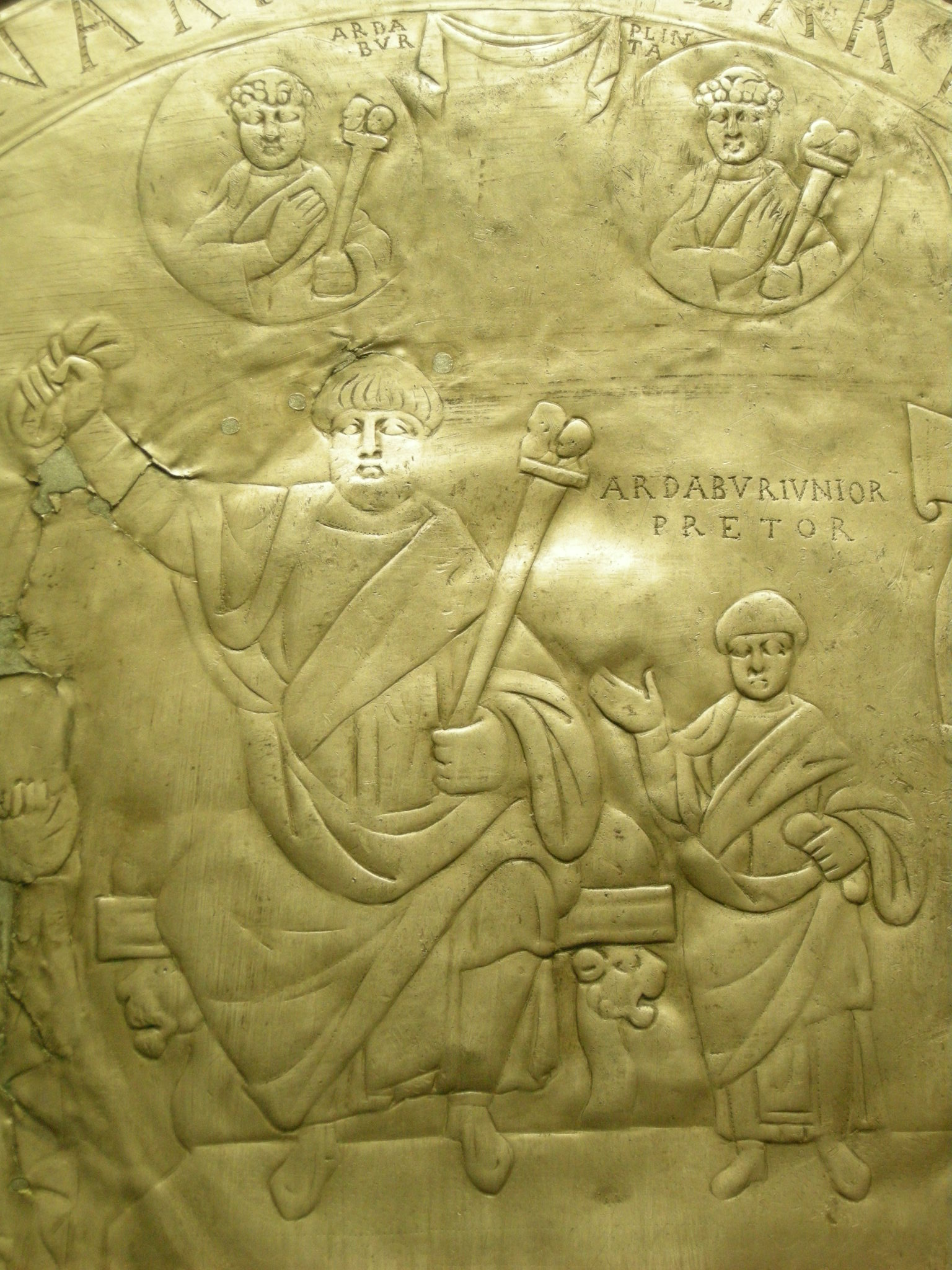
阿斯帕和他的長子阿爾達布的雙聯畫（約434年）。

馬爾西安登基後，深受弗拉維烏斯·芝諾將軍、普爾喀麗亞皇后和阿斯帕將軍的影響。弗拉維烏斯·芝諾在馬爾西安登基後不久去世，可能早在451年底就去世了，普爾喀麗亞於453年7月去世，只剩下阿斯帕在東羅馬帝國宮廷中擁有重要影響力。其子阿爾達布晉升為東部軍隊的军事统帅，進一步增強了阿斯帕的影響力。目前尚不清楚阿斯帕和阿爾達布是否直接影響了馬爾西安的政策，但如果是的話，他們也非常謹慎，成功避免了觸怒君士坦丁堡的統治精英。儘管阿斯帕影響力巨大，但東羅馬精英仍然保留了相當一部分的反蠻族情緒馬爾西安的主要顧問是普爾喀麗亞、宮廷事務長尤菲米烏斯（Euphemius）、民選官帕拉狄烏斯（Palladius）和君士坦丁堡牧首亞納多留斯。453年，馬爾西安將他與前妻所生的女兒馬爾西亞·尤菲米婭公主嫁給了貴族兼才華橫溢的將軍安特米烏斯。
馬爾西安贊助了藍隊，他們是當時战车比赛派系之一，另一支是綠隊。在他那個時代，這兩支隊伍已經不再是體育隊伍，而是更像政黨，在帝國中擁有巨大的影響力；雙方都在爭奪權力。在綠黨對他的贊助做出憤怒的回應後，馬爾西安對他們進行了譴責，禁止他們中的任何人在三年內擔任任何公職。馬爾西安對藍黨的贊助可能有個人動機，因為曾經權傾一時的宦官克里薩菲烏斯一直對綠黨青睞有加。

### 外交關係
當亞美尼亞王國國王瓦尔丹·马米科尼扬正領導反抗薩珊帝國的起義時，他於450年派遣使團前往狄奧多西二世處尋求援助，使團成員包括其弟赫馬耶克·馬米科尼揚、阿托姆·格努尼、瓦爾丹·阿馬圖尼和梅魯贊·阿爾茨魯尼。狄奧多西欣然接受了他的請求。然而，由於他的去世和馬爾西安的即位，所有計劃都被迫擱淺。外交官阿納托利烏斯和弗洛倫提烏斯勸告馬爾西安不要與薩珊波斯帝國開戰，因為這將耗費帝國大量的軍事資源，因此馬爾西安沒有同意提供幫助。
東羅馬的高加索附庸國家拉齊卡國王古巴澤斯一世試圖與波斯人結盟，以擺脫東羅馬的控制。帝國軍隊隨即攻入拉齊卡並恢復了東羅馬宗主權。455年，馬爾西安禁止向蠻族出口武器及其製造工具。

## 駕崩

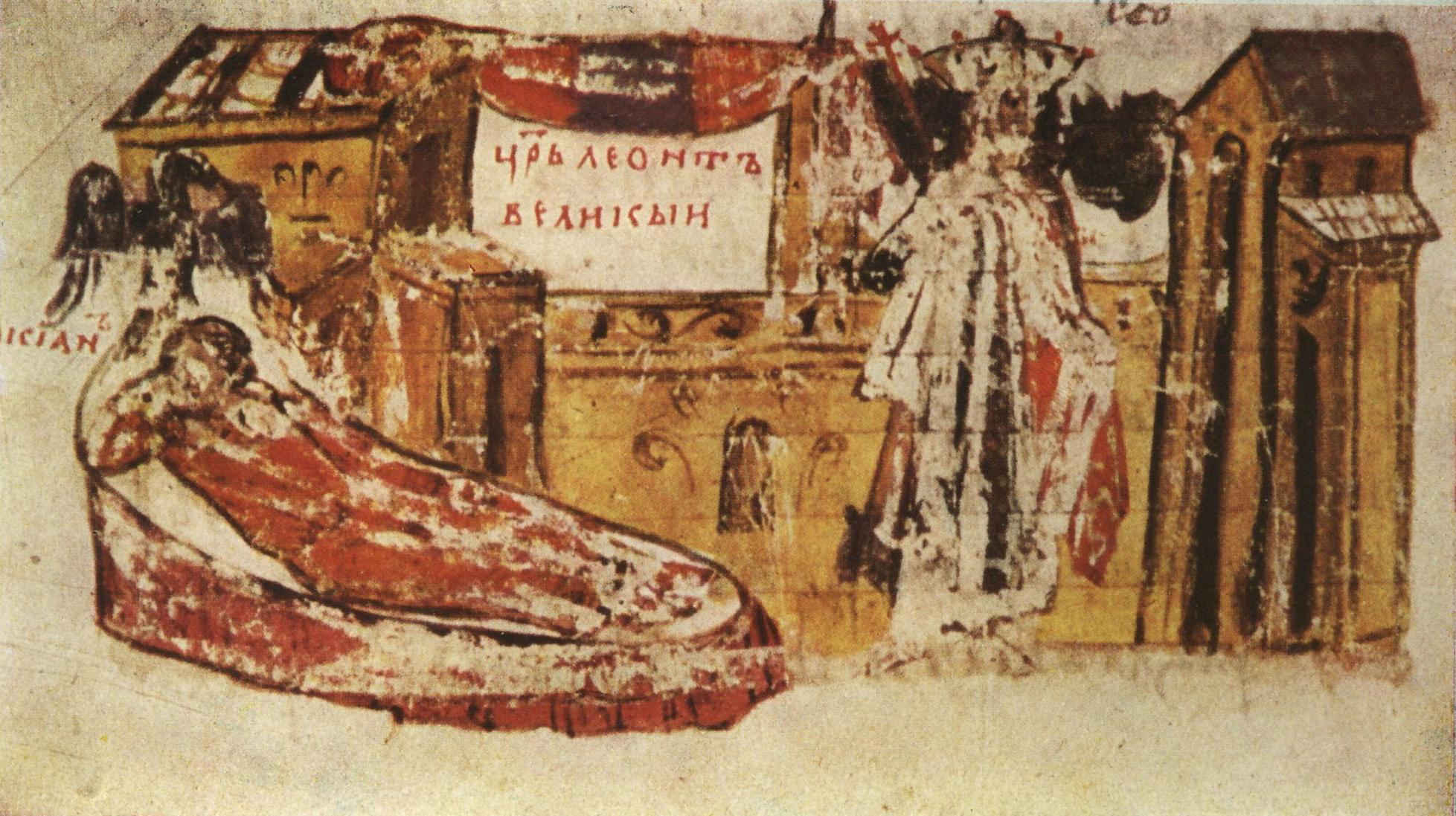
馬爾西安駕崩，他的繼任者利奧一世在右邊。場景出自12世紀的《瑪納塞斯編年史》。

馬爾西安於457年1月27日駕崩，享年65歲，可能死於壞疽。歷史學家狄奧多羅斯和宣信者狄奧法內斯說馬爾西安是在從君士坦丁堡大皇宮到赫布多蒙的漫長宗教遊行之後去世的，儘管他因為嚴重的足部炎症（可能是痛風）幾乎無法行走，但他還是步行完成了這一旅程。他被葬在君士坦丁堡的聖使徒教堂，在他的妻子普爾喀裡婭身邊，棺材裝在一個斑岩石棺中，君士坦丁七世在10世紀的《典仪论》中對此進行了描述。他留給東羅馬帝國的國庫裡有七百萬索利都斯金幣，考慮到匈人對東羅馬造成的經濟破壞——既有戰爭，也有狄奧多西統治時期對匈人的巨額補貼——這可謂一項了不起的成就。
雖然馬爾西安有個女婿安特米乌斯，但他與狄奧多西王朝沒有任何聯繫，因此不被視為合法的繼承人，於是阿斯帕再次扮演了造皇帝的角色。他選擇了一位五十歲的軍官利奧為皇帝，利奧指揮著一支常備軍和兩支駐紮在君士坦丁堡附近的野戰軍。後來有資料稱，元老院曾提議選舉阿斯帕本人，但他拒絕了，並隱晦地說道：「我擔心統治的傳統可能會由我來開創。」這句話常常被解讀為指他是阿里烏教派教徒，或者指他的阿蘭人血統。
安特米烏斯後來被利奧一世派去擔任西羅馬皇帝；利奧於467年春天提名他為西羅馬皇帝，以填補皇帝利比烏斯·塞維魯自465年以來去世後留下的空缺。利奧派安特米烏斯率領一支軍隊前往羅馬，由達爾馬提亞军事统帅馬塞利努斯率領；安特米烏斯於467年4月12日登基為皇帝。

## 遺產

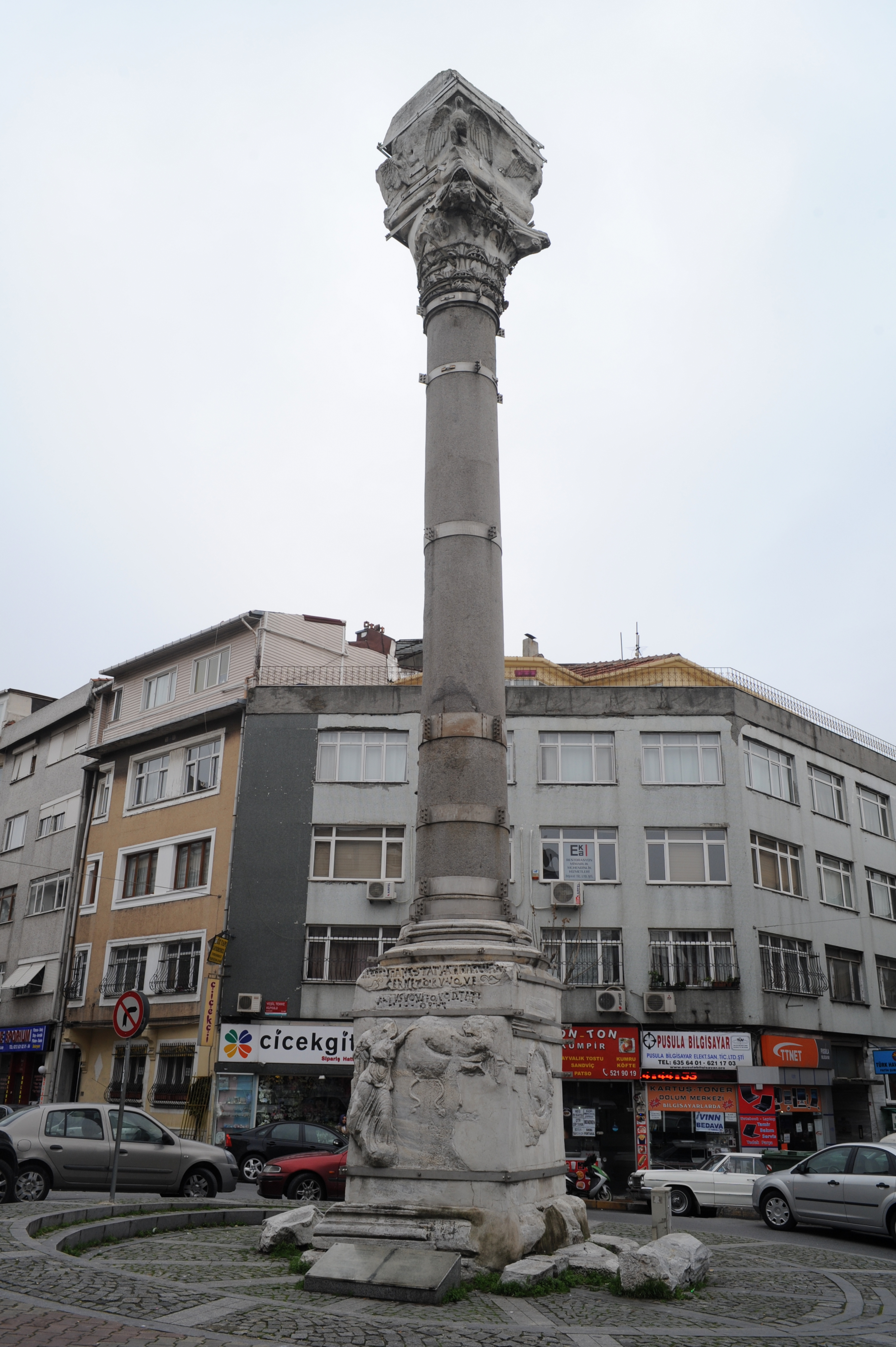
馬爾西安圓柱（2011年）

馬爾西安在東羅馬/拜占庭文獻中都享有盛譽，常被拿來與君士坦丁一世和狄奧多西一世皇帝相提並論。許多後期拜占庭作家，如宣信者狄奧法內斯都認為馬爾西安的統治是黃金時代：他鞏固了東羅馬帝國的政治和財政，確立了未來皇帝遵循的正統宗教路線，並在政治上穩定了首都。一些後期學者認為，他的成功不僅歸功於他的才能，很大程度上也歸功於運氣。他不僅有幸擁有他的妻子普爾喀麗亞來使他的統治合法化，而且在大部分時間裡，羅馬的兩大外部威脅——薩珊波斯帝國和匈人——都專注於各自的內部問題。此外，在他的統治期間，帝國境内沒有發生任何自然災害或瘟疫。君士坦丁堡人民深情地懷念他，他們將在未來皇帝的加冕典禮上高呼「像馬爾西安一樣統治！」。
君士坦丁堡總督塔提亞努斯在450年至452年間建造了一根紀念馬爾西安的圓柱。這根圓柱至今仍矗立在伊斯坦堡梅塞大道北支附近，儘管圓柱頂部原有的馬爾西安雕像已丢失。馬爾西安在阿卡狄奧斯广场也有一尊雕像，廣場上還矗立著阿卡狄烏斯皇帝幾位繼任者的雕像。馬爾西安可能是君士坦丁堡大皇宮金宴殿的贊助人。《君士坦丁堡誌》稱馬爾西安建造了這座圓柱，而10世紀的百科全書《苏达辞书》則稱查士丁二世皇帝建造了這座圓柱，大多數歷史學家都認同這一觀點。歷史學家约翰·佐纳拉斯指出，查士丁二世實際上重建了一座更古老的建築，一些歷史學家將其認定為查士丁尼一世的七孔廳。
馬爾西安的圓柱北邊不遠處有他的妻子普爾喀麗亞建造的地下蓄水池（普爾喀麗亞地下宮殿）。

## 註腳
1. 1 2 3 4 5 6 7 8 9 10 11 12 13 14 15 16 17 18 19 20 21 22 23 24  Nathan 1998.
2. ↑  Lee 2013，第94頁.
3. 1 2 3 4 5  Lee 2013，第96頁.
4. ↑  Lee 2013，第104頁.
5. ↑  Smith 2008，第537頁.
6. ↑  Holum 1989，第209頁.
7. 1 2 3  Lee 2013，第98頁.
8. ↑  Lee 2001，第43頁.
9. ↑  Burgess 1993–1994.
10. ↑  Burgess 1993–1994，第55, 66–67頁.
11. ↑  Babcock 2005，第157頁.
12. ↑  Head 1982，第20頁.
13. ↑  Lee 2013，第97–98頁.
14. ↑  Friell & Williams 2005，第84頁.
15. ↑  Friell & Williams 2005，第85頁.
16. ↑  Friell & Williams 2005，第86頁.
17. 1 2 3  Friell & Williams 2005，第87頁.
18. ↑  Thompson 1950，第70頁.
19. ↑  Friell & Williams 2005，第88頁.
20. ↑  Friell & Williams 2005，第89頁.
21. 1 2  Friell & Williams 2005，第89–91頁.
22. ↑  Elton 2018，第172頁.
23. ↑  Kazhdan 1991，第1296頁.
24. ↑  Lee 2013，第137頁.
25. 1 2  Lee 2013，第145頁.
26. ↑  Vasiliev 1980，第99 & 105頁.
27. ↑  Davis 2004，第81頁.
28. ↑  Gallagher 2008，第585頁.
29. ↑  Whitworth 2017，第360頁.
30. ↑  Lee 2013，第146頁.
31. 1 2  Lee 2013，第147頁.
32. 1 2  Lee 2001，第814頁.
33. ↑  Bauer 2010，第122頁.
34. ↑  Lee 2013，第148頁.
35. ↑  Bury 2012，第380頁.
36. ↑  Vasiliev 1980，第105頁.
37. ↑  Vasiliev 1980，第105–106頁.
38. ↑  Bauer 2010，第122–123頁.
39. ↑  Meyendorff 1989，第194–202頁.
40. 1 2  Grant 1985，第306頁.
41. ↑  Herrin 2009，第11頁.
42. ↑  Bjornlie 2016，第60頁.
43. 1 2 3 4 5  Bury 2012，第236–237頁.
44. ↑  Jones 1986，第217頁.
45. ↑  Pharr, Davidson & Pharr 2001，第562頁.
46. ↑  Evans 2002，第66頁.
47. ↑  Lee 2013，第97頁.
48. ↑  Grant 1985，第305頁.
49. 1 2  Dzino & Parry 2017，第258頁.
50. ↑  Christophilopoulou 1986，第286頁.
51. ↑  Bury 1889，第85頁.
52. ↑  Manoogian 1984，第23頁.
53. ↑  Lacey 2016，第142頁.
54. ↑  Jones, Martindale & Morris 1980，第85–86頁.
55. ↑  Amirav 2015，第55 & 93頁.
56. ↑  Mikaberidze 2015，第346頁.
57. ↑  Elton 2018，第174頁.
58. ↑  Holmes, Singleton & Jones 2001.
59. ↑  Jones, Martindale & Morris 1980，第714–715頁.
60. 1 2 3  Kazhdan 1991.
61. ↑  Croke 1978，第5–9頁.
62. ↑  Lee 2001，第45頁.
63. 1 2 3  Meijer 2004，第154頁.
64. ↑  Kelly 2013，第240頁.
65. ↑  Vasiliev 1948，第1, 3–26頁.
66. ↑  Friell & Williams 2005，第127頁.
67. ↑  Lee 2013，第92, 98頁.
68. ↑  Norwich 1998，第51頁.
69. 1 2  Mathisen 1998.
70. ↑  Grant 1985，第307頁.
71. ↑  Jones, Martindale & Morris 1980，第1053–1054頁.
72. ↑  D'Ayala & Fodde 2008，第1167頁.
73. ↑  Gallagher 2008，第204頁.
74. ↑  Freely & Çakmak 2004，第63頁.
75. ↑  Kazhdan 1991b.
76. ↑  Kostenec 2008.